# Marian Diamond (actriz)
Marian Diamond (1941) es una actriz británica. Además de realizar varios papeles en cine y en la televisión, participó prestando su voz al personaje de Galadriel en el serial radiofónico basado en la novela El Señor de los Anillos, del escritor J. R. R. Tolkien, y emitido por la BBC Radio 4 en 1981.

## Filmografía
- Doctors (1 episodio: «One Day, Maybe», 2006) - Jean Franks
- The Armando Iannucci Shows (3 episodios: «Imagination», «Communcation» y «Mortality», 2001)
- Madame Bovary (2000) - Marie Paul
- The Secret Diary of Adrian Mole Aged 13 3/4 (1 episodio, 1987) - Sra. Claricotes
- The Swish of the Curtain (1980) - Sra. Halford
- Company and Co (1 episodio: The First Touch, 1980) - asistente de Furrier
- Warship (3 episodios: «Rough Run Home», «What Are Friends For?» y «And Wings of Gold», 1976) - Sue
- Spy Trap (4 episodios: The Executioner, partes 1, 2, 3 y 4, 1972) - Helen Foster
- Tightrope Miss Walker (1 episodio, 1972) - Señorita Walker
- The Main Chance (1 episodio: «The Best Legal System in the World», 1970) - Sra. Henrietta Carson
- Market in Honey Lane (1967) - Ann Markham
- Jackanory (11 episodios)

1. «Cap of Rushes» (13 de diciembre de 1965) - bailarina
2. The Lion, the Witch and the Wardrobe: «Lucy Looks Into a Wardrobe» (24 de abril de 1967) - narradora
3. The Lion, the Witch and the Wardrobe: «Into the Forest» (25 de abril de 1967) - narradora
4. The Lion, the Witch and the Wardrobe: «The Spell Begins to Break» (26 de abril de 1967) - narradora
5. The Lion, the Witch and the Wardrobe: «Peter's First Battle» (27 de abril de 1967) - narradora
6. The Lion, the Witch and the Wardrobe: «Deeper Magic from Before the Dawn of Time» (28 de abril de 1967) - narradora
7. Prince Caspian: «Return to Narnia» (11 de marzo de 1968) - narradora
8. Prince Caspian: «The Dwarf's Story» (12 de marzo de 1968) - narradora
9. Prince Caspian: «Old Narnia in Danger» (13 de marzo de 1968) - narradora
10. Prince Caspian: «The Lion Roars» (14 de marzo de 1968) - narradora
11. Prince Caspian: «Aslan Makes a Door in the Air» (15 de marzo de 1968) - narradora

- ITV Playhouse (1 episodio: «Rogue's Gallery: The Curious Adventures of Miss Jane Rawley», 1968) - Mary Ann
- Sir Arthur Conan Doyle (1 episodio: «The New Catacomb», 1967) - Mary Bradshaw
- The Paradise Makers (1967)
- BBC Play of the Month (1 episodio: «The Devil's Eggshell», 1966) - Jean Bell
- The Troubleshooters (1 episodio: «The Fires of Hell», 1966) - Anna Kenny
- Mystery and Imagination (1 episodio: «The Tractate Middoth», 1966) - Alice Simpson
- The Mask of Janus (1 episodio: «The Cold Equation», 1965) - Tina Verrill
- ITV Play of the Week (1 episodio: «Their Obedient Servants», 1965) - Jean Sansome
- Los Vengadores (1 episodio: «Build a Better Mousetrap», 1964) - Jessy
- First Night (1 episodio: «The Dawn», 1963) - Simone de Mateos
- 80.000 Suspects (1963) - Hermana Durrell
- Danger Man (1 episodio: «The Girl in Pink Pajamas», 1960) - operadora telefónica
- Dixon of Dock Green (1 episodio: «The Guilty Party», 1960) - Jean Taylor